# Eupithecia cinnamomeata
Eupithecia cinnamomeata är en fjärilsart som beskrevs av Karl Dietze 1913. Eupithecia cinnamomeata ingår i släktet Eupithecia och familjen mätare. Inga underarter finns listade i Catalogue of Life.